# Trennungs- und Scheidungsmediation
Trennungs- und Scheidungsmediation ist ein Oberbegriff für Mediation im Kontext von Trennung und Ehescheidung.

## Entstehung
Anfang der 80er Jahre wurde in den USA, als erstes ausgearbeitetes Mediationsmodell, die „Scheidungsmediation“ eingeführt. Bei Trennung und Scheidung kommt es häufig zu einem ausgeprägten Konflikt zwischen den Noch-Ehepartnern. So müssen neben ökonomischen Aspekten wie Unterhaltszahlungen oder der Aufteilung des Besitzes auch Fragen nach dem Verbleib der Kinder oder deren Erziehung geklärt werden. Hauptziele der Mediation sind dabei den Konflikt zwischen den Parteien zu reduzieren, Kommunikation und Kooperation zwischen den Parteien zu erhöhen und in kürzerer Zeit bessere und günstigere Einigungen zu erzielen als bei einem Gerichtsverfahren. Die Trennungs- und Scheidungsmediation hat sich seit ihren Beginnen stetig weiterentwickelt und gilt als eine der am besten wissenschaftlich untersuchten Teildisziplinen der Mediation. 1988 gab es in Deutschland die ersten Vorträge und Tagungen zur Scheidungsmediation.

## Durchführung
Mediationen werden sowohl von privaten Anbietern, wie Anwaltskanzleien und speziell geschulten Mediatoren, wie auch von größeren kirchlichen oder öffentlichen Trägern angeboten. Durch die Vielzahl der Angebote gibt es keine einheitliche oder standardisierte Vorgehensweise. So unterscheiden sich die einzelnen Verfahren zum Beispiel in der Sitzungsanzahl, den Kosten und ob psychologische Konzepte und Interventionen in die Mediation mit einbezogen werden. Generell gilt aber, dass die Scheidungsmediation sich an den Grundsätzen der Mediation orientiert. Dazu zählen u. a. die
- Freiwilligkeit aller Beteiligten
- Verschwiegenheit des Mediators gegenüber Dritten
- Ergebnisoffenheit der Mediation
- Allparteilichkeit des Mediators.

In jüngerer Zeit steht die Einbeziehung betroffener Kinder mehr und mehr im Fokus der Scheidungsmediation. Dabei gibt es im Wesentlichen drei Formen die Kinder mit einzubeziehen:
- Bei der Kindfokussierten Mediation weicht der Mediator von seiner Allparteilichkeit ab und versucht gezielt, auf mögliche Interessen der Kinder hinzuweisen und diese zu vertreten.
- Bei der Kinder involvierenden Mediation (passiv) wird für die Kinder eine Vertretungsperson in der Mediation eingesetzt. Diese speziell geschulte Person (nicht der Mediator) trifft sich im Vorfeld mit den Kindern, um deren Interessen zu erfahren und bringt diese in die Mediation mit ein.
- Bei der aktiven Beteiligung von Kindern in der Scheidungsmediation werden die Kinder zu bestimmten Phasen des Mediationsprozesses mit einbezogen und können selbständig den Prozess beeinflussen.

Dabei variiert die Art und Intensität der Einbeziehung der Kinder von Fall zu Fall. Maßgeblich sind hier die Freiwilligkeit der Teilnahme und das Alter, bzw. die Entwicklungsstufe der Kinder.
Allerdings kann in Deutschland nach § 1564 BGB die Scheidung nur von einem Richter vollzogen werden. Die Scheidungsmediation kann sich also nur auf die Regelung der Scheidungsfolgen, nicht aber auf die Scheidung selber beziehen.

## Wirksamkeit
Die Wirksamkeit der Scheidungsmediation konnte bereits in mehreren Studien und Metaanalysen nachgewiesen werden. Dabei scheint sie im Vergleich dem Gerichtsverfahren oder der außergerichtlichen Einigung durch Anwälte (in Deutschland nicht möglich) in einigen Punkten überlegen zu sein. Verschieden Studien, vor allem aus dem englischsprachigen Raum, berichten eine höhere Zufriedenheit mit den erwirkten Einigungen durch die Mediation. Zudem kommt es in durchschnittlich der Hälfte der Zeit und mit geringerem Kostenaufwand  zu einer Einigung. Die Zufriedenheit mit dem Verfahren an sich ist dabei höher als beim klassischen Gerichtsprozess und die getroffenen Vereinbarungen, zum Beispiel zum Besuchsrecht, werden eher eingehalten.
Auch bezüglich des Familienklimas kann die Mediation äußerst positive Effekte bewirken. So zeigte sich eine erhöhte Kooperation und Kommunikation bei den Paaren, die eine Scheidungsmediation erhalten hatten. Es gibt also deutliche Hinweise, dass Mediation dazu beitragen kann den Konflikt während und nach einer Scheidung zu reduzieren und zu einer verbesserten nachehelichen Beziehung zwischen den Beteiligten führen.